# Heinrich Henkel
Heinrich Henkel (Hamburgo, Império Alemão, 11 de maio de 1896 – data de falecimento desconhecida) foi um ás da aviação da Primeira Guerra Mundial, creditado com oito vitórias aéreas.

## Biografia
Em 1º de setembro de 1914 Henkel se voluntariou para o serviço militar no Regimento de Artilharia de Fuzileiros da Reserva n.º 3. Ele foi à batalha com o regimento em Nancy, na França, na Antuérpia e em Ypres. Em 1º de julho de 1915 foi transferido para a infantaria. Henkel foi ferido em ação em 25 de setembro de 1916. Subsequentemente foi promovido ao posto de oficial como tenente em dezembro de 1916. Ele se voluntariou para o serviço de aviação e começou a treinar no Fliegerersatz-Abteilung (Destacamento de Substituição) em 1º em fevereiro de 1917. 
Henkel também se submeteu a treinamento para piloto de combate em Valenciennes, França antes de se juntar à esquadra Jagdstaffel 37 em maio de 1918. Ele obteve sua primeira vitória aérea em 9 de julho, e obteve mais sete até 31 de outubro de 1918. Três das suas vitórias foram ao derrubar balões de observação, fazendo-o um caça balões. Heinrich Henkel sobreviveu à guerra, tendo vencido a Cruz de Ferro por sua bravura, mas desapareceu em obscuridade.